# Dendropithecidae
Dendropithecidae — вымершее семейство приматов, из надсемейства человекообразные обезьяны. Их ископаемые остатки известны из миоцена (23,03—13,82 млн лет назад). Они найдены на территории Африки (Кения и Уганда). Это были всеядные древесные обезьяны.

## Классификация
По данным сайта Paleobiology Database, на сентябрь 2023 года в род включают 3 вымерших рода и 5 видов:
- †Dendropithecus Andrews and Simons, 1977
  - †Dendropithecus macinnesi Le Gros Clark and Leakey, 1949
- †Micropithecus Fleagle and Simons, 1978
  - †Micropithecus clarki Fleagle and Simons, 1978
  - †Micropithecus leakeyorum Harrison, 1989
- †Simiolus Leakey and Leakey, 1987
  - †Simiolus enjiessi Leakey and Leakey, 1987
  - †Simiolus minutus Rossie and Hill, 2018